# Santa Leocádia (Tabuaço)
Santa Leocádia é uma povoação portuguesa do Município de Tabuaço que foi sede da extinta Freguesia de Santa Leocádia, freguesia que tinha 2,99 km² de área e 118 habitantes (2011), e, por isso, uma densidade populacional de 39,5 hab./km².
Em 2013, no âmbito da reforma administrativa, a Freguesia de Santa Leocádia foi agregada à Freguesia de Barcos, criando-se a União de Freguesias de Barcos e Santa Leocádia.

## População
| População da freguesia de Santa Leocádia | População da freguesia de Santa Leocádia | População da freguesia de Santa Leocádia | População da freguesia de Santa Leocádia | População da freguesia de Santa Leocádia | População da freguesia de Santa Leocádia | População da freguesia de Santa Leocádia | População da freguesia de Santa Leocádia | População da freguesia de Santa Leocádia | População da freguesia de Santa Leocádia | População da freguesia de Santa Leocádia | População da freguesia de Santa Leocádia | População da freguesia de Santa Leocádia | População da freguesia de Santa Leocádia | População da freguesia de Santa Leocádia |
| ---------------------------------------- | ---------------------------------------- | ---------------------------------------- | ---------------------------------------- | ---------------------------------------- | ---------------------------------------- | ---------------------------------------- | ---------------------------------------- | ---------------------------------------- | ---------------------------------------- | ---------------------------------------- | ---------------------------------------- | ---------------------------------------- | ---------------------------------------- | ---------------------------------------- |
| 1864                                     | 1878                                     | 1890                                     | 1900                                     | 1911                                     | 1920                                     | 1930                                     | 1940                                     | 1950                                     | 1960                                     | 1970                                     | 1981                                     | 1991                                     | 2001                                     | 2011                                     |
| 445                                      | 461                                      | 436                                      | 403                                      | 388                                      | 345                                      | 341                                      | 387                                      | 385                                      | 324                                      | 212                                      | 188                                      | 169                                      | 134                                      | 118                                      |

| Distribuição da População por Grupos Etários | Distribuição da População por Grupos Etários | Distribuição da População por Grupos Etários | Distribuição da População por Grupos Etários | Distribuição da População por Grupos Etários | Distribuição da População por Grupos Etários | Distribuição da População por Grupos Etários | Distribuição da População por Grupos Etários | Distribuição da População por Grupos Etários | Distribuição da População por Grupos Etários |
| -------------------------------------------- | -------------------------------------------- | -------------------------------------------- | -------------------------------------------- | -------------------------------------------- | -------------------------------------------- | -------------------------------------------- | -------------------------------------------- | -------------------------------------------- | -------------------------------------------- |
| Ano                                          | 0-14 Anos                                    | 15-24 Anos                                   | 25-64 Anos                                   | > 65 Anos                                    |                                              | 0-14 Anos                                    | 15-24 Anos                                   | 25-64 Anos                                   | > 65 Anos                                    |
| 2001                                         | 20                                           | 22                                           | 56                                           | 36                                           |                                              | 14,9%                                        | 16,4%                                        | 41,8%                                        | 26,9%                                        |
| 2011                                         | 14                                           | 17                                           | 47                                           | 40                                           |                                              | 11,9%                                        | 14,4%                                        | 39,8%                                        | 33,9%                                        |

Média do País no censo de 2001:  0/14 Anos-16,0%; 15/24 Anos-14,3%; 25/64 Anos-53,4%; 65 e mais Anos-16,4%
Média do País no censo de 2011:   0/14 Anos-14,9%; 15/24 Anos-10,9%; 25/64 Anos-55,2%; 65 e mais Anos-19,0%

## Património
- Igreja de Santa Leocádia.